# Джими Дуранте
Джеймс Франсис „Джими“ Дуранте (на английски: James Francis Durante) (10 февруари 1893 г. – 29 януари 1980 г.) е американски джаз певец, пианист, комик и актьор.